# Mexico (James Taylor)
Mexico is een nummer dat geschreven en gezongen werd door James Taylor. Hij bracht het in 1975 uit op een single die acht weken in de Billboard Hot 100 stond, met plaats 49 als hoogste notering. Op de B-kant staat de titelsong van het album waarop ook Mexico verscheen, Gorilla genaamd.
De achtergrondzang is afkomstig van Graham Nash en David Crosby. Taylor, Nash en Crosby zijn allen afkomstig uit de artiestenscene die in de jaren zeventig in Laurel Canyon woonde. Omgekeerd was Taylor ook geregeld te horen als zanger of gitarist op platen van Nash en Crosby. Taylor zingt dat hij nog nooit in Mexico is geweest. In feite bedoelde hij ermee dat hij er nog nooit had opgetreden.

## Covers
Er verschenen verschillende covers van het nummer, zoals op albums van Jimmy Buffett (Barometer soup, 1995) en Jackie Allen (The men in my life, 2003). Verder verschenen er ook nog meerdere instrumentale versies, zoals van CommonGround (Fire & rain, 1998), Alex de Grassi (Interpretation of James Taylor, 1999), Bruce Foulke (A shade of paradise, 2002) en The Acoustic Guitar Troubadours (Acoustic instrumental memories, 2009).